# Henryk Zieliński (chemik)
Henryk Zieliński (ur. 29 maja 1925 w Katowicach, zm. 9 stycznia 2012 tamże) – polski inżynier chemik, profesor zwyczajny, poseł na Sejm PRL V i VI kadencji.

## Życiorys
Syn Antoniego i Stanisławy. Pełnił funkcje kierownika działu w Głównym Instytucie Górniczym w Katowicach (1951–1955) oraz zastępcy dyrektora ds. naukowo-badawczych (1955–1973) w Instytucie Chemicznej Przeróbki Węgla w Zabrzu i jego dyrektora (1973–1991). W 1971 uzyskał tytuł profesora nauk technicznych. Został również dyrektorem polsko-niemieckiego Centrum Uszlachetniania Węgla oraz profesorem Politechniki Śląskiej w Gliwicach. Zasiadał w Komisji Karbochemii Polskiej Akademia Nauk oraz pełnił funkcję redaktora naczelnym czasopisma „Karbo-, Energochemia, Ekologia”. Autor wielu prac naukowych z dziedziny karbochemii. Był również przewodniczącym Rady Wojewódzkiej Naczelnej Organizacji Technicznej w latach 1977–1990 i prezesem Honorowym Śląskiej Rady NOT Federacji Stowarzyszeń Naukowo-Technicznych w Katowicach od 1997. Wieloletni działacz Stowarzyszenia Inżynierów i Techników Przemysłu Hutniczego w Polsce.
W 1969 i 1972 uzyskiwał mandat posła na Sejm PRL w okręgu Gliwice z ramienia Polskiej Zjednoczonej Partii Robotniczej. Przez dwie kadencje zasiadał w Komisji Handlu Zagranicznego oraz w Komisji Planu Gospodarczego, Budżetu i Finansów. Ponadto w trakcie V kadencji zasiadał w Komisji Komunikacji i Łączności.
Został pochowany na Cmentarzu Komunalnym przy ul. Panewnickiej w Katowicach.

## Odznaczenia
- Order Sztandaru Pracy II klasy
- Krzyż Komandorski z Gwiazdą Orderu Odrodzenia Polski (2005)[4]
- Krzyż Komandorski Orderu Odrodzenia Polski
- Krzyż Kawalerski Orderu Odrodzenia Polski
- Złoty Krzyż Zasługi
- Srebrny Krzyż Zasługi (1954)[5]
- Medal 10-lecia Polski Ludowej
- Odznaka Nagrody Państwowej I stopnia (1964)
- Nagroda NOT (ośmiokrotnie)